# Заплава річки Жирак
Запла́ва рі́чки Жира́к — ботанічний заказник місцевого значення в Україні. Розташована між селами Пахиня та Влащинці Лановецького району Тернопільської області.
Площа — 7 га. Оголошена об'єктом природно-заповідного фонду рішенням Тернопільської обласної ради від 18 березня 1994. Перебуває у віданні Влащинської сільради.
Під охороною — водноболотні фітоценози, типові для Західного лісостепу, що розташовані в межах заплави річки Жирак.

## Галерея

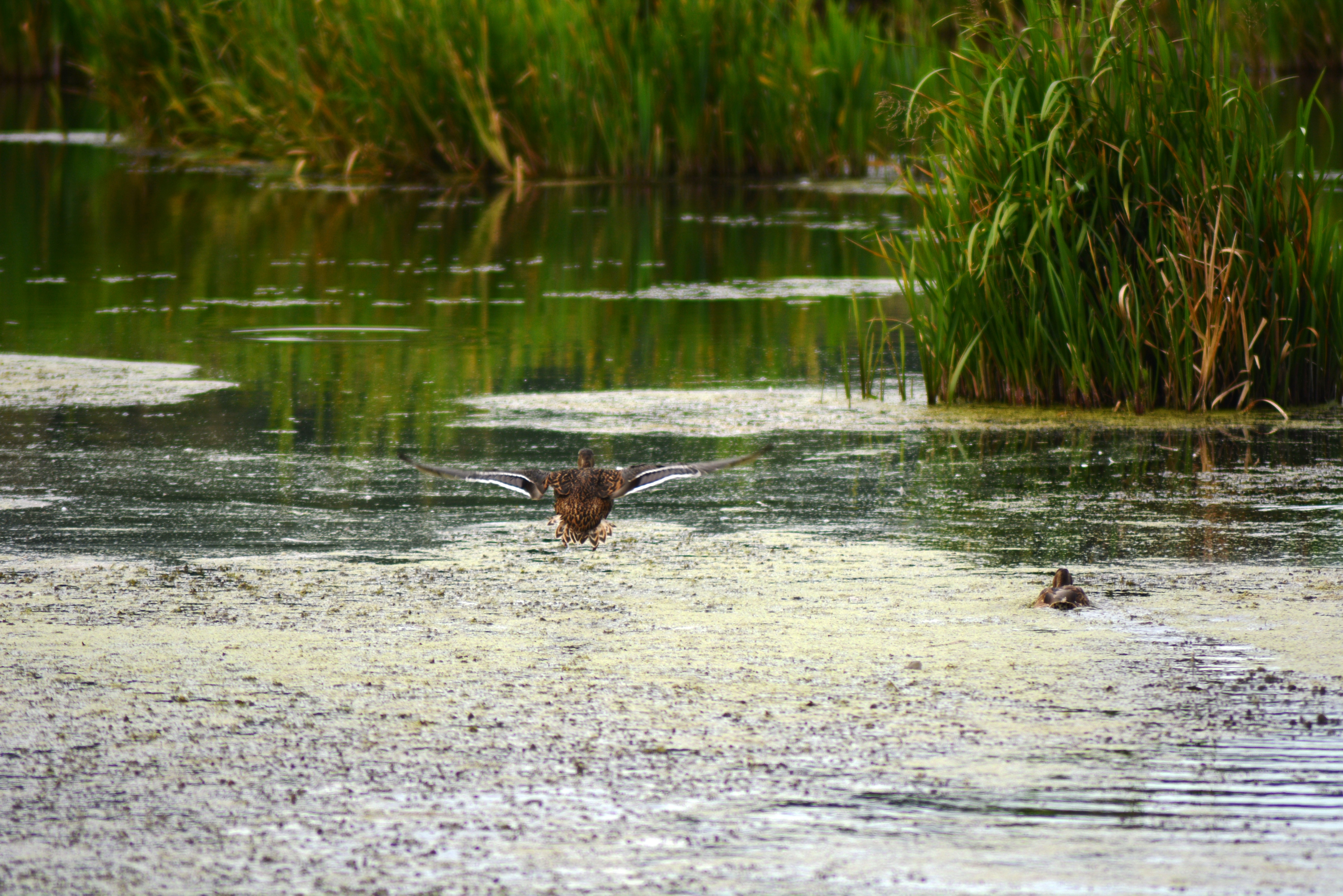
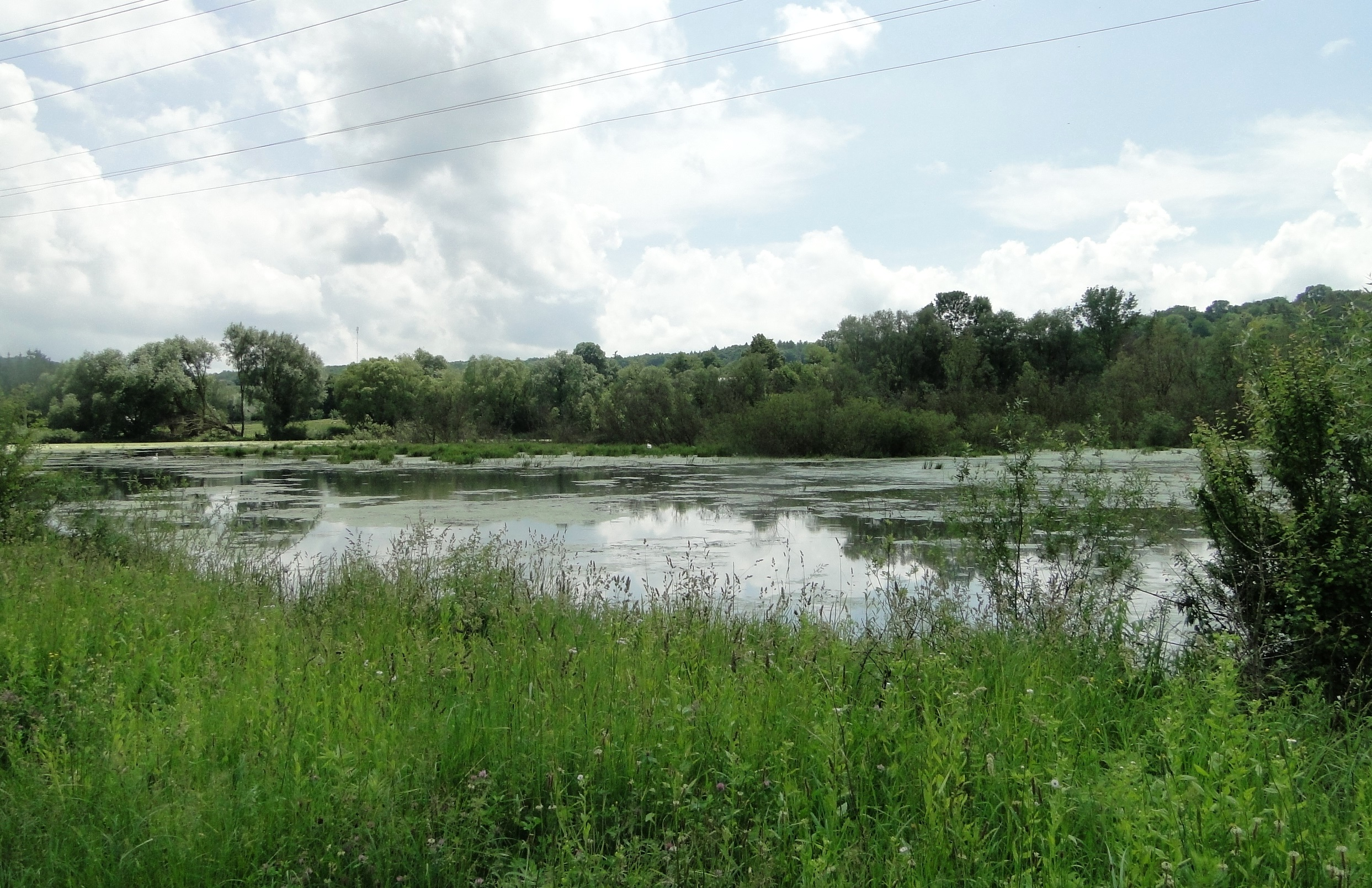
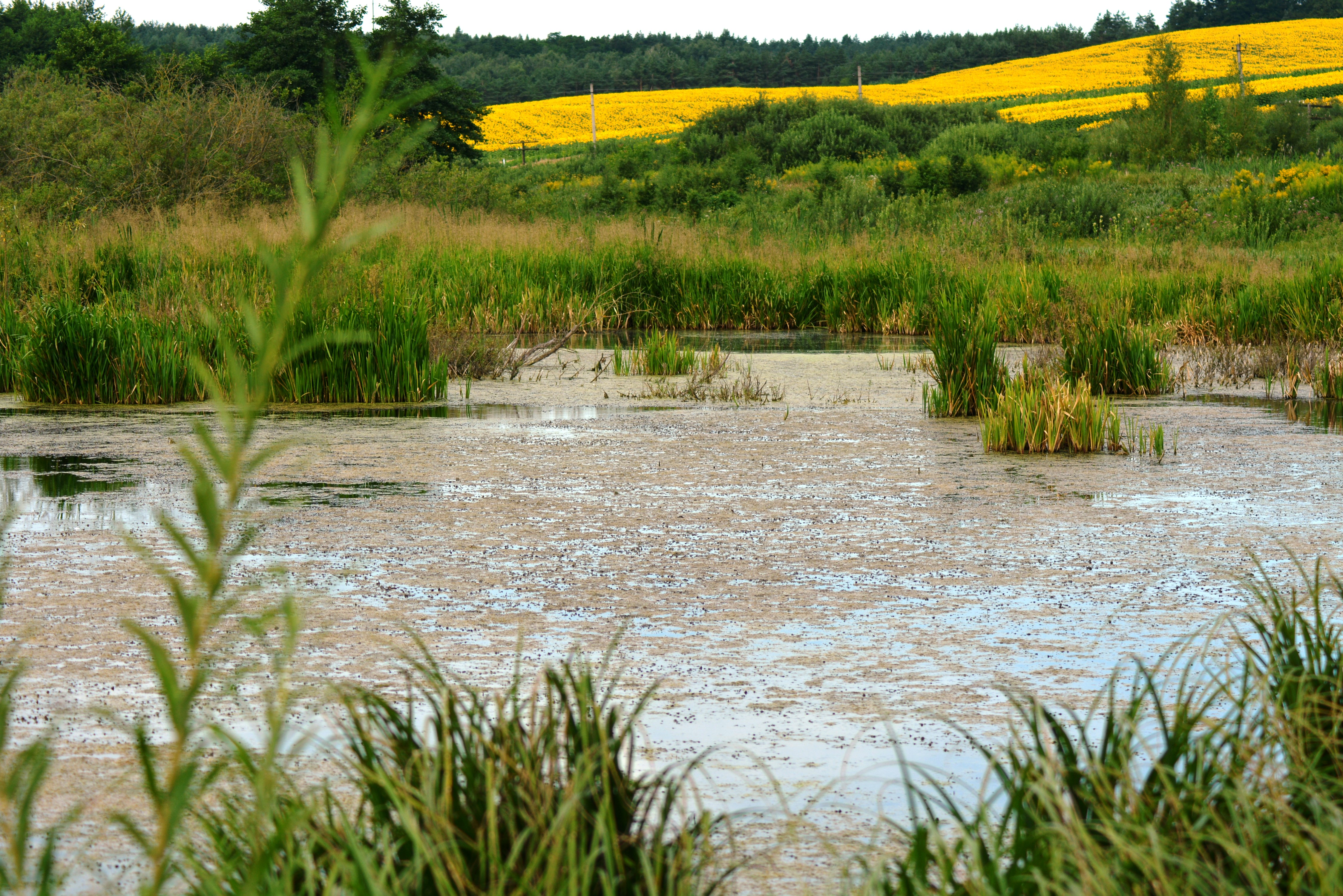
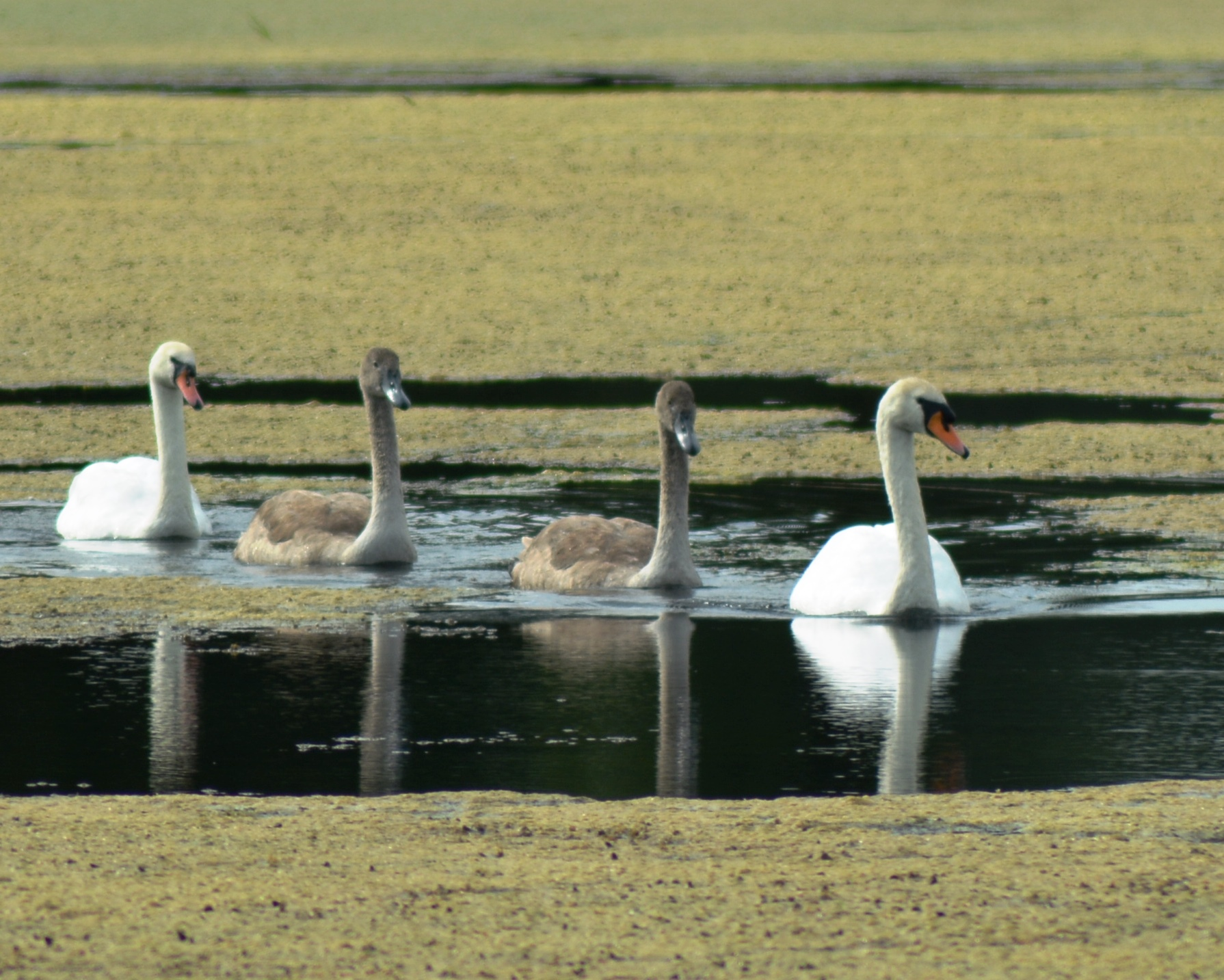
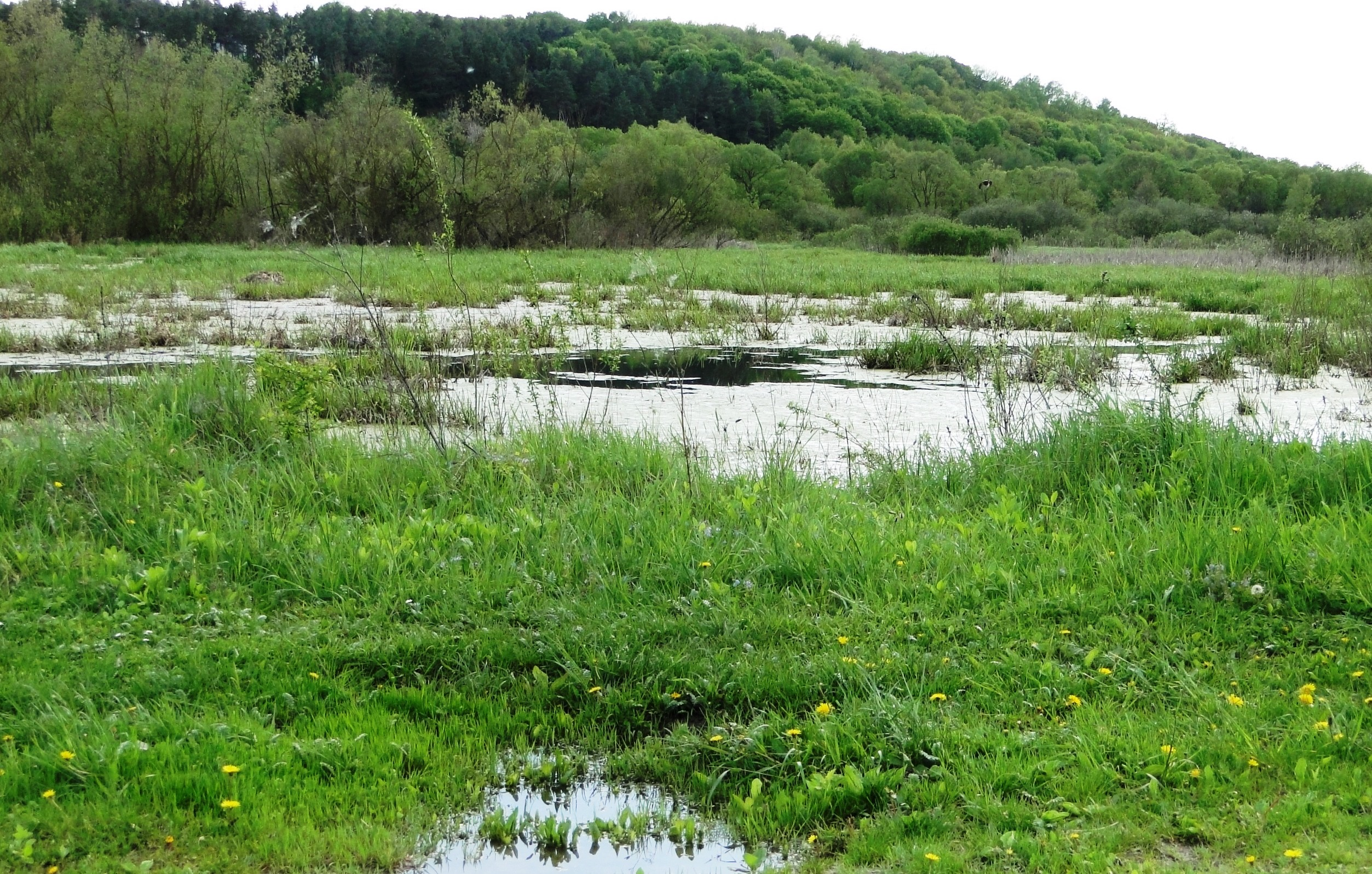